# Lez Zeppelin

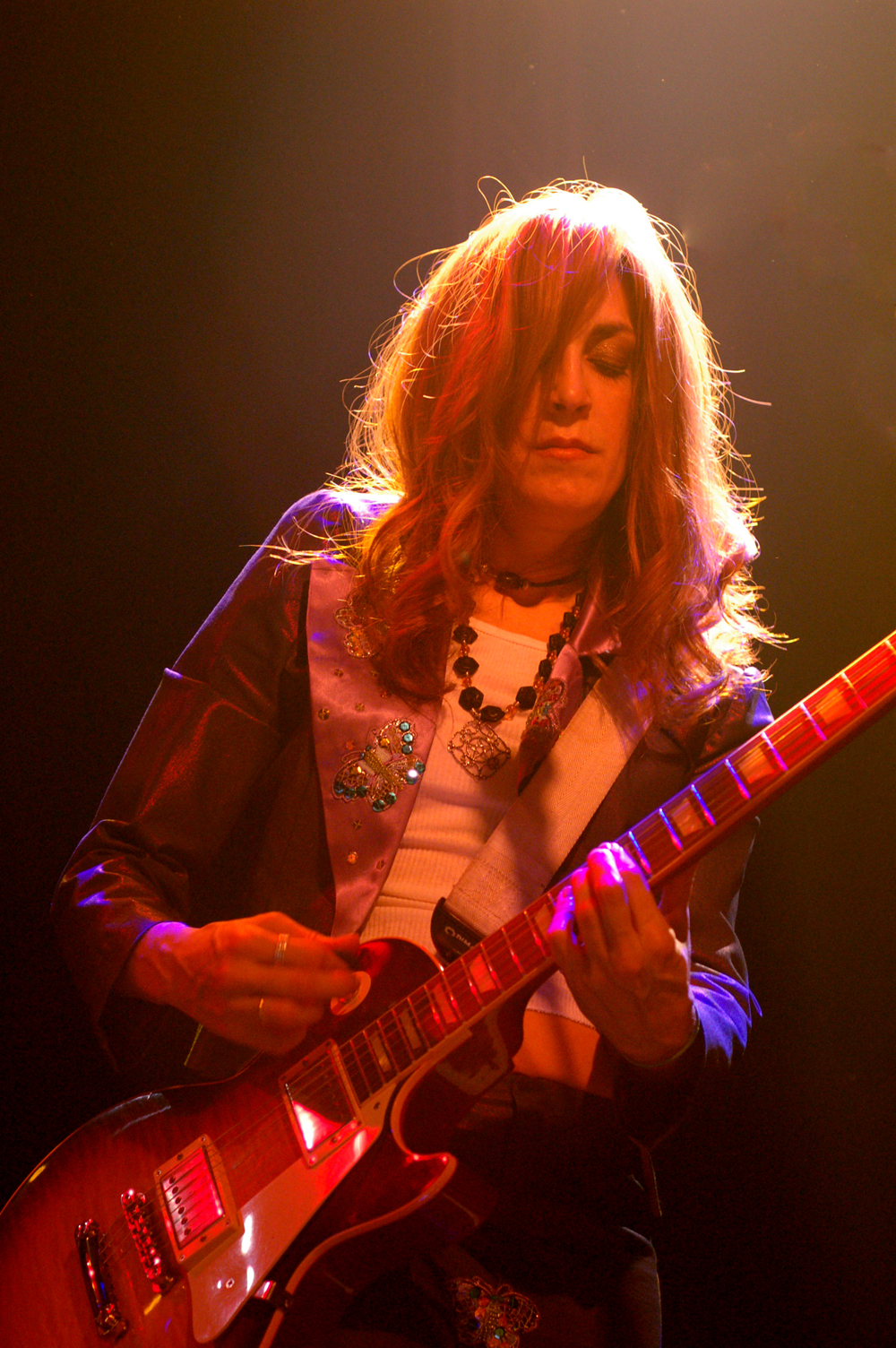
Steph Paynes tijdens een optreden in De boerderij, Zoetermeer

Lez Zeppelin is een New Yorkse Led Zeppelin-coverband. De band werd in 2004 opgericht door vier vrouwen. Voor een coverband is Lez Zeppelin succesvol, de band toerde al door de Verenigde Staten en Europa. Het viertal is met Eddie Kramer, de geluidstechnicus van verschillende Led Zeppelin-albums, de studio ingegaan om een album op te nemen. 
De bandleden laten zich niet uit over hun seksuele voorkeur.

## 2009-toer
Op 5 januari 2009 werd bekend dat Sarah McLellan, Helen Destroy en Lisa Brigantino de band verlieten. Ze werden snel vervangen.

### Leden
- MeGan X - Basgitaar
- Jessica Fagre - Touring Bassiste
- Steph Paynes - Gitaar
- Kris Bradley - Zangeres
- Leesa Squyres - Drums